# Bojidar Loukarski
Bojidar Tsetsov Loukarski (en bulgare : Божидар Цецов Лукарски), né le 23 juin 1972 à Pernik, est un homme politique bulgare membre de l'Union des forces démocratiques (SDS). Il est ministre de l'Économie entre 2014 et 2017.

## Biographie

### Parcours politique
À l'été 2013, il est élu président de l'Union des forces démocratiques, parti fondateur de la coalition du Bloc réformateur (RB). Il est nommé le 7 novembre 2014 ministre de l'Économie dans le gouvernement de coalition centriste du Premier ministre conservateur Boïko Borissov.